# Xenophyophoren
Die Xenophyophoren sind ein wahrscheinlich zu den Foraminiferen gehörendes Taxon zumeist gehäusetragender Protisten aus der Gruppe der Rhizaria. Außergewöhnlich ist ihre für einzellige Lebewesen gewaltige Größe von bis zu 25 Zentimetern. Xenophyophoren leben in der Tiefsee.

## Merkmale
Xenophyophoren erreichen Größen von wenigen Millimetern bis hin zu 25 Zentimetern und weisen Scheinfüßchen auf. Alle Arten bilden agglutinierte Gehäuse, also Gehäuse aus aufgesammelten Partikeln (Xenophyae). Die Zelle selbst ist als Synzytium organisiert, weist also mehrere Zellkerne auf, in ihr finden sich darüber hinaus Granellae, charakteristische Ansammlungen von Bariumsulfat-Kristallen. Die Zelle wird von einem verzweigten Röhrensystem umgeben, dem sogenannten Granellare, aus diesem heraus treten Bänder aus Fäkalien, die Stercomare.
Von einigen Xenophyophoren sind Granuloreticulopodien, Gameten mit zwei Geißeln sowie Heterokarien bekannt.

## Verbreitung und Ökologie
Über die Lebensweise der Xenophyophoren ist nur wenig bekannt. Sie sind weit verbreitet im Abyssal und dem Bathyal der Tiefsee, dort besiedeln sie vor allem besonders nährstoffreiche Regionen wie die Gipfel oder Hänge von Bergen oder Meeresböden unterhalb besonders produktiver Oberflächen.
Insbesondere die Regionen um Neuseeland und die äquatorialen Zonen des Ostpazifiks stellen Hotspots dar, in denen Xenophyophoren an ihren Standorten häufig auch den Hauptanteil der Biomasse stellen.
Xenophyophoren ernähren sich vermutlich von kleinen Foraminiferen.
Die Gehäuse größerer Xenophyophoren sind aufgrund ihrer komplexen Gestalt Habitat, Rückzugsgebiet sowie Futterquelle für zahlreiche Kleinlebewesen. Größere Ansammlungen der Tiere können so einen Ort lokaler Artenvielfalt darstellen.

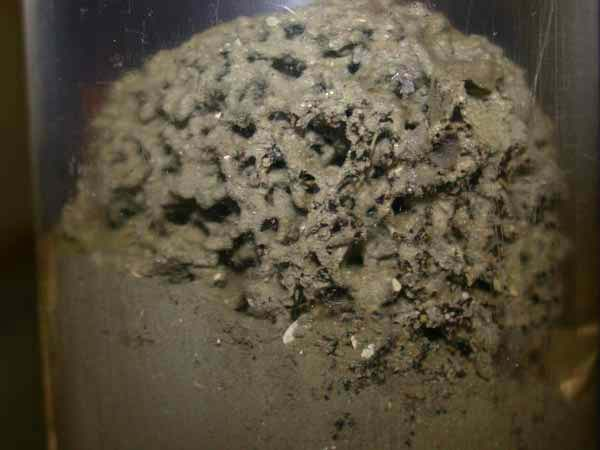
Etwa golfballgroße Xenophyophore

## Systematik
Die genaue systematische Position der 1904 von Franz Eilhard Schulze erstbeschriebenen Xenophyophoren anhand von konservierten Exemplaren von der Siboga-Expedition war lange umstritten, erst aktuelle molekularbiologische Untersuchungen wiesen darauf hin, dass die bis dato als eigene Klasse unsicherer Stellung verstandene Gruppe zu den Foraminiferen zu zählen ist, ihre nächsten bekannten Verwandten sind Arten der Gattung Rhizammina (Astrorhizida). Da bisher nur eine Art der Gruppe untersucht werden konnte, gelten die Ergebnisse jedoch noch als vorläufig und bedürfen der Bestätigung.
Vermutet wird eine Gesamtartenzahl von rund 100 Arten, aktuell sind annähernd 60 Arten in 14 Gattungen bekannt. Diese werden klassisch in 2 Ordnungen unterteilt:
- Ordnung Psamminida
- Ordnung Stannomida